# Пре-дредноути типу «Сацума»

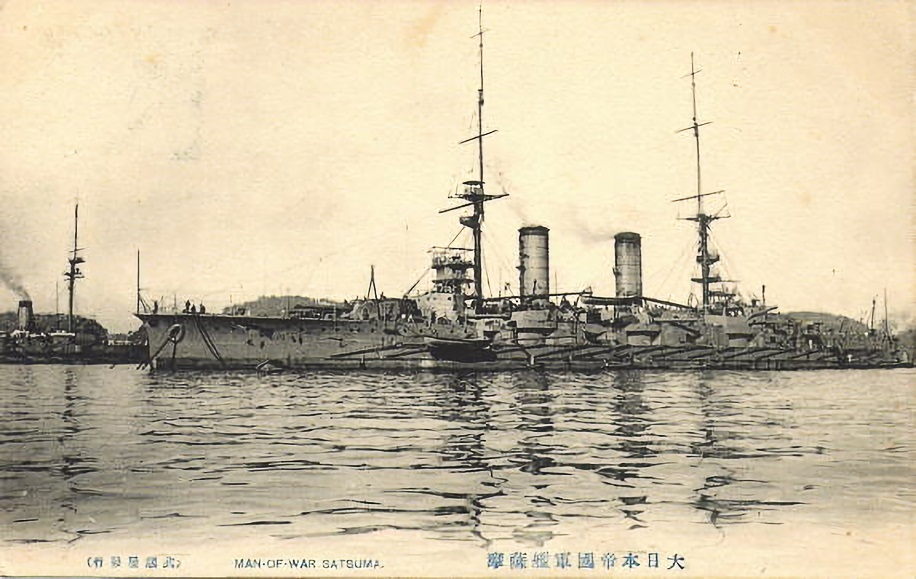
"Сацума" на поштовій листівці

Тип «Сацума» Satsuma class (яп. 薩摩型戦艦, Satsuma-gata senkan)   складався з двох пре-дредноутів, побудованих для Імперського флоту Японії (IJN) в першому десятилітті 20-го століття. Вони були першими лінійними кораблями, які побудували в Японії та ознаменували перехідний етап до дредноута. Вони не бачили бою під час Першої світової війни, хоча "Сацума" очолив ескадру, яка окупувала кілька німецьких колоній у Тихому океані в 1914 році. Обидва кораблі були обеззброєні та потоплені як мішені у 1922–1924 роках відповідно до умов Вашингтонської морської угоди 1922 року.

## Контекст

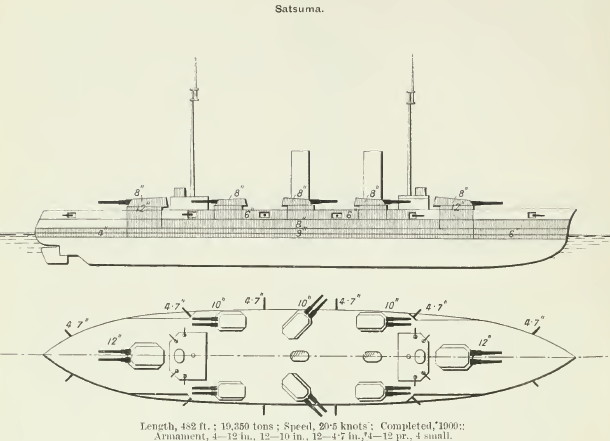
Лінійний малюнок лінійного корабля "Сацума з Військово-морського щорічника Брейсі 1912 року. Акі схожий, але має три труби.

Кораблі типу "Сацума" були замовлені наприкінці 1904 р. у рамках додаткової програми постачань для військово-морських сил того року під час російсько-японської війни. На відміну від попереднього типу пре-дредноутів "Каторі", вони були першими лінкорами, замовленими японським верфям, хоча на першому кораблі, "Сацума", було використано багато імпортних компонентів.
Спочатку вони були призначені для монтажу дванадцяти 305 міліметрових (12 дюймових) гармат  у чотирьох двогарматних та чотирьох одногарматних башточках. Але поєднання дефіциту японських 12-дюймових гармат  та їх додаткових витрат  призвели до того, що проект змінили і кораблі озброїли чотирма 12-дюймовими й 12-ма 10-дюймовими (254 міліметровими гарматами у спарених баштах. Реалізація первісного проекту озброєння цих кораблів, закладених перед "Дредноутом" зробило  би їх першими в світі лінійними кораблями "з всіма великими гармати".
Ймовірно через значну участь британських фахівців у розробці кораблі типу "Сацума" сильно нагадували збільшений варіант британських пре-дредноутів типу "Лорд Нельсон", у якому одногарматні башти замінили двогарматними  Оскільки допоміжне озброєння мало великий калібр, ці кораблі розглядають як "напів-дредноути" - перехідну форму між пре-дредноутами (ескадренними броненосцями) і справжніми дредноутами, оснащеними виключно великими гарматами.

## Опис
Будівництво "Акі" затягнулося, оскільки корабель не можна було закласти до тих пір, поки стапель, був зайнятий броненоносним крейсером "Чукуба" був звільнений при спуску на воду цього корабля. Японський флот скористався можливістю, наданою цією затримкою, щоб змінити проект для встановлення парових турбін та різних інших вдосконалень, які загалом збільшували розміри другого корабля. Зміни були досить великими, тож "Акі", як правило, вважається напів-однотипним до "Сацуми". Екіпаж складав від 800 до 940 офіцерів і нижніх чинів.
Загальна довжина Сацуми становила 149,9 метрів, бімс  25,5 метрів, а нормальна осадка - 8,4 метрів. Водотоннажність складала 19 683 тонни при нормальному навантаженні. Довжина  "Акі" збільшилась до 150 метрів, а водотоннажність до 20 400 тонн.

### Рушії
"Сацума" отримував енергію від двох вертикальних парових двигунів з потрійним розширенням, кожен із яких приводив в рух один карданний вал, використовуючи пару, що вироблялася 20 водотрубними котлами Miyabara, використовуючи суміш вугілля та мазуту. Двигуни мали приблизну потужність у 17 300 індикативних кінських сил і забезпечували  максимальну швидкість 18,25 вузлів. "Сацума" перевозив максимум 2 900 тонн вугілля та 383 тонни  нафти  що забезпечувало радіус дії 16 900 кілометрів на економічній швидкості 10 вузлів. Мав лише дві труби на відміну від наступного корабля проекту.
"Акі" мав спочатку отримати аналогічні однотипному кораблю двигуни, але керівництво флоту вирішило замінити їх парою парових турбін "Куртісс" після його спуску на воду в 1907 році. Кожна турбіна приводила у дію один карданний вал, використовуючи пару з 15 котлів "Міябара". Потужність турбін оцінювалася у 24 000 кінських сил і забезпечували  їх швидкість 20 вузлів. Запаси палива становили 3 000 тонн вугілля  та 172 тонни нафти, що забезпечувало аналогічний радіус дії з Сацумою.

### Озброєння
Кораблі комплектували чотирма 45- калібрними 12-дюймовими гарматами типу 41-го року  у двогарматних баштах, по одній на носі і кормі. Вони стріляли 386   бронебійніими снарядями з початковою швидкістю - 850 м/с; це дало максимальний  радіус обстрілу у 22 кілометри.  Озброєння меншого калібру було набагато численнішим, ніж у попередньому типу "Каторі", і склажалося з  шісти двогарматних башт 10-дюймовими гарматами  типу 41, розташованими з  кожного боку надбудови. Гармати мали дульну швидкість 825 м/с, стріляючи 227 кілограмовими снарядами.
Інша важлива відмінність між двома кораблями полягала у тому, що  допоміжна батарея "Акі" складалося з восьми 45-калібрних 6-дюймових (152)   мм) гармат, встановлений у казематах з боків корпусу. Вони стріляли 45 кілограмовими снарядами з дульною швидкістю 825 м/с. Натомість "Сацума",  оснащувався дюжиною скорострільних 120 міліметрових гармат, встановлений у казематах з боків корпусу. Вони випускали 20 кілограмові снаряди при дульній швидкості 660 м/с.
Кораблі також були оснащені чотирма (Satsuma) або восьми ( Aki ) 40-калібрним 12 фунтовими (76,2 міліметровими) скорострільними гарматами та чотирма 28 каліберними скорострільними гарматами того ж калібру. Крім того, броненосці були обладнані п'ятьма зануреними 457 міліметровими   торпедними апаратами, по два з кожної стороні і одна на кормі.

### Броня
Броньований пояс по ватерлінії  кораблів типу "Сацума" складався з  круппівської броні, яка мала максимальну товщину  9 дюймів (229 міліметрів) у центрі корабля та зменшувалася до 4 дюймів (102 міліметрів) до носа і корми. Шестидюймові (152 міліметрові)  плити броні захищали каземати. Барбети для основних гармат мали товщину від 7 до 9,5 дюймів (180 - 240 міліметрів). Броня башт головного калібру на "Сацумі " досяга 8  дюймів (203 мм), а на "Акі " були на дюйм товща. Палубна броня була 2-3 дюйми (51-76 мм), а бойова рубка була захищена бронею шість дюймів.

## Кораблі
| Корабель | Будівельник                         | Закладені          | Спущено на воду      | Завершено          | Доля                                                                  |
| -------- | ----------------------------------- | ------------------ | -------------------- | ------------------ | --------------------------------------------------------------------- |
| "Сацума" | Йокосука Військово-морський арсенал | 15 травня 1905 р.  | 15 листопада 1906 р. | 25 березня 1910 р. | Потоплений як корабель-мішень 7 вересня 1924 року                     |
| "Акі"    | Військово-морський арсенал Куре     | 15 березня 1906 р. | 15 квітня 1907 р.    | 11 березня 1911 р. | Потоплений як корабель-мішень 7 вересня 1924 року 2 вересня 1924 року |

## Служба
Завершення британського лінкора "Дредноут", озброєного за типом "лише великі гармати"   та оснащеного паровими турбінами в 1906 році означало, що кораблі типу "Сацума" застаріли ще до їх закінчення. Японський флот визнав цей факт, коли склав першу версію свого плану будівництва флоту "Вісім-вісім", що передбачав наявність у його складі восьми першокласих дредноутів та восьми блінійних крейсерів у 1910 році. Кораблі типу "Сацума" у це число не включалися.
На момент початку Першої світова війни почалася у серпні 1914 року "Акі" перебудовувався у Куре, а "Сацума" був призначений до 1-ї ескадри лінійних кораблів. Останній служив флагманом контр-адмірала Тацуо Мацумури у Другій ескадрі Південного моря, яка захопила німецькі володіння Каролінські острови та Палау у жовтні 1914 року. "Сацума" знову приєднався до 1-ї ескадри лінійних кораблів в 1915 році, був переобладнаний у Військово-морському арсеналі Сасебо в 1916 році і до кінця війни служив у складі 1-ї ескадри. "Акі" був також призначений до 1-ї ескадри після завершення своєї модернізації і залишався з нею, поки його не перевели до 2-ї ескадри лінійних кораблів у 1918 році.
Одразу після закінчення війни, Сполучені Штати, Велика Британія та Японія розпочали величезні програми морського будівництва. Усі три країни вирішили, що нова гонка військово-морських озброєнь буде недоцільною, і тому зібралися на  Вашингтонській морській конференції для обговорення обмежень щодо озброєння, в результаті яких була підписана у лютому 1922 р. Вашингтонська морська угода. Японія значно перевищувала встановлені цією угодою обмеження тоннажу лінкорів, і всі її застарілі пре-дредноути мали бути утилізованими до кінця 1924 року. Обидва кораблі були обеззброєні в Йокосуці в 1922 році, виключені зі складу ВМС у 1923 році та перетворені на кораблі. 2 вересня 1924 р. "Акі" був затопленийлінійним крейсером "Конго" та лінкором "Х'юга" у Токійській бухті; "Сацума був потоплений лінійними кораблями "Нагато" та "Муцу" через п’ять днів у тому ж районі.